# Porozumienie ponad podziałami
Porozumienie ponad podziałami – drugi album grupy Kazik na Żywo wydany w 1995 roku.
W utworze "Stałem się sprawcą zgonu taty z powodu mej dumy z brata" umieszczono kilkusekundowy fragment utworu "Wake Up Deaf" z płyty Ruthless Kick (1994) zespołu Flapjack.

## Lista utworów
1. "Nitro" - 0:20
2. "Nie zrobimy wam nic złego, tylko dajcie nam jego" - 6:59
3. "Przy słowie" - 3:10
4. "Odrzuć to!" - 3:46
5. "Tańce wojenne" - 3:26
6. "Co się z tobą stanie gdy ci ufać przestanę" - 3:48
7. "Tata dilera/Hardzone" - 6:11
8. "Konsument" - 2:53
9. "Mądrość tego świata" - 3:43
10. "Dziewczyny" - 3:14
11. "Wierszyk z daleka" - 3:20
12. "Stałem się sprawcą zgonu taty z powodu mej dumy z brata" - 3:23
13. "Tha luv" - 3:54
14. "Tata dilera/Hardzone" ("dyferencjalna wersja") – 6:23
15. "Ojczyzna" (ukryta, zaczyna się po ok. minucie przerwy ścieżki) – 3:40

## Twórcy
Skład zespołu
- Adam Burzyński – gitara
- Robert Friedrich – gitara, śpiew
- Tomasz Goehs – perkusja, śpiew
- Michał Kwiatkowski – gitara basowa, gitara
- Kazik Staszewski – śpiew, gitara

Kompozycje
- słowa: Kazik Staszewski
- muzyka: Adam Burzyński, Robert „Litza” Friedrich, Tomasz Goehs, Michał Kwiatkowski i Kazik Staszewski oprócz:
- 4. – muzyka: Jacek Kufirski i Piotr Strembicki
- 8. – muzyka: Tomasz "Titus" Pukacki (na podstawie piosenki Kultu)
- 10. – muzyka: K. Staszewski i Jacek Kufirski

Inni
- Jan Staszewski - grafika na okładce płyty
- Wojciech "Mantas" Przybylski - realizacja nagrań

## Teledyski
- 1995 – Przy słowie[potrzebny przypis]
- 1995 – Tata dilera[potrzebny przypis]